# Microtragus mormon
Microtragus mormon är en skalbaggsart som beskrevs av Francis Polkinghorne Pascoe 1865. Microtragus mormon ingår i släktet Microtragus och familjen långhorningar. Inga underarter finns listade i Catalogue of Life.